# Jesús Silva-Herzog Flores
Jesús Silva-Herzog Flores (Cidade do México, 8 de maio de 1935 – 6 de março de 2017) foi um economista, acadêmico e político mexicano afiliando ao Partido Revolucionário Institucional (PRI). É claramente influenciado pelas correntes keynesiana, monetarista e estruturalista das Ciências Econômicas.
Oriundo da Faculdade de Economia da UNAM (Universidade Nacional e Autônoma do México), obteve o grau de mestre pela Universidade de Yale. Silva-Herzog foi um investigador aposentado da UNAM e do Colégio de México, além de ter sido diretor-fundador da INFONAVIT; do Banco do México (onde fez carreira) e Secretário da Fazenda - Programador Orçamentário (1982-1986).
Silva-Herzog ficou famoso pelo papel que desempenhou como Ministro da Fazenda durante o colapso mexicano de 1982, quando então o México era encontrado com o seu sistema financeiro completamente sobrealavancado, com um imenso déficit público de 17% do PIB, acrescido de um enorme déficit na conta corrente externa do balanço internacional de pagamentos (superior a 8%).
Quando Paul Volcker (o responsável pelo FED estadunidense) elevou a taxa prime a 20% a.a. nos EUA (1981), o México então se deu conta da imensa armadilha representada pelos petrodólares: a dívida acumulada era de serviço flutuante, indexada à taxa prime. Durante o governo de José López Portillo, a economia mexicana era encontrada sobreaquecida e, em grande parte, financiada com os capitais especulativos do boom petroleiro daquela década. Os "choques do petróleo" elevaram as receitas com exportações, mas a demanda agregada mexicana crescia muito por cima e por montantes de acréscimo positivo completamente descontrolados como resultado das medidas populistas de José López Portillo (da distribuição farta de subsídios, câmbio sobrevalorizado, etc).
Foi quando o preço do petróleo começou a degringolar, de maneira mais acentuada a partir de 1982, que o México se viu preso pela imensa crise de liquidação. A fuga de capitais acentuou-se ao ponto de esgotar por completo das reservas mexicanas em divisas.
O México caiu em moratória ao término de 1982 e a administração do colapso, pelo restante da década de oitenta e já no governo de Miguel de la Madrid, ficou a cargo de Silva-Herzog. Ele se viu obrigado a cortar o déficit público colossal e a tentar administrar a sobrerreação cambial (uma imensa desvalorização do peso) como forma de realinhar os preços relativos da economia. Silva-Herzog relatou que ao término de 1982, dentro do Banxico (o banco central mexicano), havia o montante de 500 milhões de dólares em divisas (valores da época) para um montante acumulado de dívida externa equivalente a 80 bilhões de dólares (valores da época). 
Somente a despensa de serviço daquela dívida para o próximo ano (1983), a dois dígitos percentuais de juros, ascendia a aproximados 16 bilhões de dólares (valores da época). Dessa forma, foi posto em prática o default. 
Antes disso, os bancos comerciais e de fomento regulados pelo Banxico, então sobre alavancados, viram o valor de seus recebíveis mingar pelo efeito da crise de liquidação: a fuga de capitais (apelidada de "sacadolares") elevou o custo de capital mexicano a níveis exacerbados: isto, de uma hora para outra, acarretou na insolvência dos mutuários. 
Como forma de evitar a quebradeira do sistema financeiro e os seus efeitos subsequentes pelo colapso dos multiplicados monetários, os bancos foram subitamente resgatados por meio de uma "estatização forçada". Esta medida foi uma decisão atribuída a José López Portillo e anunciada com pompa por ele mesmo dentro do Congresso Nacional Mexicano.
O saneamento da economia mexicana não foi fácil, posto que a inflação anual subiu por cima dos 100% ao ano durante os anos oitenta. Isto significa que Silva-Herzog recorreu ao imposto inflacionário como forma de "queimar" uma boa parte do serviço da dívida pública doméstica. O serviço da dívida externa, por seu turno, estava sendo reestruturada por Herzog, pelo Clube de Paris, pelo FMI e pela Secretaria do Tesouro dos Estados Unidos. De fato, isto era necessário porque o país não possuía "caixa" em moeda forte como forma de servi-la.
Na realidade, o quadro mexicano guardou aquiescência com o quadro macroeconômico brasileiro observado durante o governo de João Baptista de Oliveira Figueiredo, o último presidente do regime militar do Brasil (1964-1985). O economista Ernane Galvêas (Ministro da Fazenda de Figueiredo) mantinha contatos diretos com Silva-Herzog, posto que havia sido aluno de Flores no "Centro de Estudos Monetários Latino-Americanos". Tanto o colapso mexicano quanto os ajustes impostos pelo FMI ao Brasil (até meados da moratória da dívida externa de 1987, decretada pelo presidente José Sarney) fizeram parte do contexto da chamada crise da dívida externa latino-americana.  
Silva-Herzog deixou a Secretaria da Fazenda mexicana em 1986, quando então a reestruturação da dívida externa foi completada. 
Em seguida ele foi embaixador do México na Espanha e Secretário do Turismo durante o governo de Carlos Salinas de Gortari. Tornou-se embaixador mexicano nos Estados Unidos (na Era Bill Clinton) durante o governo de Ernesto Zedillo P. de Léon.
No ano de 2000, Silva-Herzog foi candidato à prefeitura da Cidade do México pelo PRI, perdendo para o maior representante progressista mexicano, Andrés Manuel López Obrador (AMLO).